# 世界語與因特語的比較
世界語和因特語是兩種人工語言。兩者分別為國際輔助語提供了不同的方案。
儘管兩者都被定義為國際輔助語， 其受衆有很大不同。普遍認爲兩者在其分別采用的模式上，都是最成功的語言。然而，兩者的現存使用社群對對方都持有否定意見。

## 兩者相異之處
| 角度             | 世界語                              | 因特語                                                                                           |
| 类型             | 構建型; 傾向關注語言的易學程度      | 自然型; 傾向關注語言的可理解程度                                                                 |
| 字母             | 部分字母使用 变音符号 (ĉ,ĝ,ĥ,ĵ,ŝ,ŭ) | 不使用变音符号                                                                                   |
| 正字法           | 一字一音準確對應                    | 字母 c, h, g, q, t, w 有其變體                                                                   |
| 词汇来源         | 大部分來自羅曼語族及日耳曼語族      | 主要參考語言： 英语、法语、意大利語、西班牙語和葡萄牙语 次要參考語言： 德語、俄語                |
| 性               | 默認為陽性，陰性可通過詞綴表達      | 僅限第三人稱代詞                                                                                 |
| 反義詞           | 添加前綴 mal-                       | dis- 用於動詞和動詞衍生詞； in- 用於形容詞和形容詞衍生詞； 另外，部分詞根亦可以直接使用前綴 mal- |
| 動詞不定式的後綴 | -i                                  | -ar, -er 或 -ir                                                                                  |
| 命令式           | 添加後綴 -u                         | 與陳述式相同                                                                                     |
| 名詞複數         | 後綴-oj (黏著法)                    | -s (元音後) -es (輔音後)                                                                         |
| 形容詞           | 需與名詞數、格配合                  | 沒有變格                                                                                         |
| 賓格             | 後綴 -n                             | 僅人稱代詞有                                                                                     |
| 使用人數         | 十萬 - 兩百萬人間                   | 大概1500 人                                                                                      |

## 背景
世界語由柴門霍夫所創， 受19世紀時期實證主義和烏托邦國際主義等影響較深。柴氏認爲世界語是理論上中立的溝通工具，致力於實現全人類的博愛及公正。後世世界語使用者將這套思想體系總結為“人類人主義”。
受此哲學影響， 現代世界語使用者有以下基本爭論：
1.      世界語中的歐洲元素完全是偶發的。世界語中亦有某些特徵不為西方語言所有。
2.      世界語理論上是全球第二語言， 其目標是取代其他現時用於跨種族交流的語言，例如英語。
3.      世界語社群内部分裂出兩大流派：最終勝利主義以及勞馬主義。前者著重於世界語的最終勝利，即取代其他自然語言成爲國際通用第二語言。後者則反擊稱， 該想法過於天真，因而認爲世界語社群是基於自由集結的理念上， 而發展出的一個無國籍少數語言族群。
4.      世界語是國際主義和人文主義的傳播媒介。
5.      世界語應構建其社群内部文化。
20世紀中期， 亞歷山大戈德開始推廣因特語。他認爲世界語使用者所擁護的理念過於天真。戈德認爲， 語言是某特定人群的文化體現，而不應成爲達成某目標的工具；語言本身不應承載某種觀念，除非人爲製造。縂言之， 戈德認爲世界語模式是不可能的， 如果硬要達成其願景， 則只能通過極權政府。國際通用語代表著某種國際文化的誕生， 但是這種文化，在戈德看來，非但不存在，甚至沒有存在。
與此同時，戈德并沒有完全否定國際輔助語言。 但是這種人造語言，必須放棄中立原則。

## 易學性以及易明性
世界語和因特語的創作邏輯完全不一樣。世界語根本的目的是通過其易學與規律性，從而成爲世界通用語，而因特語則通過與七門參考語言建立緊密聯係，從而令多數歐洲語言使用人士能夠相對輕鬆理解。

## 詞匯
兩種語言的多數詞匯來自羅曼語族、日耳曼語族及斯拉夫語族，尤其是拉丁語。因特語中來自日耳曼以及斯拉夫語族的詞匯會相應被拉丁化。例如“封鎖”該詞，英文中為 blockade，德語為 Blockade，俄語為 блокада，因特語則為 blocada。與此相對，所有被世界語所吸收的詞匯則須以世界語正字法拼寫。例如因特語 blocada一詞在世界語則為 blokado。從詞法上看，兩詞意義相同，且來源亦相對中立。
兩種語言的詞匯主要來自歐洲語言，但是對其他語言中已經廣汎傳播的單詞亦不抗拒。但是由於兩種語言的内涵理念不同，因此所吸收的詞匯，其單詞拼寫亦大有不同。因特語主要注重對詞源的忠誠，因此吸收詞匯的過程中，會極力挑選最接近共同詞源的拼寫，其形式應至少在三門控制語言中有體現。而世界語則注重拼寫的規律性，因此所有被世界語所吸收的詞匯應根據世界語的的詞法和正詞法拼寫。例如因特語中有 geisha （日語 芸者），sheik （阿拉伯語 شيخ）以及 kayak （因紐特語 ᖃᔭᖅ）。但在世界語中，上述詞語須拼寫為 gejŝo, ŝejko, 和kajako。
在世界語中，若要構成一個新詞，最正宗的做法是組合兩個或以上的詞，而較少直接從其他語言吸收，因此，世界語才能保證詞根的數量保持在最低限度，保證世界語的易學性。但是在因特語則沒有類似規則，因爲無論是複合詞，還是其他基礎詞根，都能夠直接在參考語言中找到蹤影。

## 詞法
兩種語言都有高度規則的語法， 沒有複雜的變格或變位。兩者都有相對而言較簡單的語法規則。因特語的形容詞詞法較簡單，因爲無需與名詞保持數、格一致。同時名詞詞法亦要比世界語簡單，因爲因特語沒有賓格。
因特語的詞根來自於五種主要參考語言（法語、意大利語、西班牙語、葡萄牙語和英語）以及另外兩種次要參考語言（德語和俄語）。世界語的主要詞源亦類似因特語，但是更多使用黏著構詞法，因此世界語並不直接吸收單詞本身，而是傾向使用自身的詞根和詞綴配合組成詞語。例如，“醫院”一詞在世界語中為 mal-san-ul-ej-o，其包含的詞根和詞綴有 mal （表示對立），san（健康），ul（表示人），ej（表示場所），o（名詞標記）。但是世界語有時亦接受從自然語言中直接借入單詞，例如“醫院”一詞除了 malsanulejo，有時亦可以寫作 hospitalo。
因特語則傾向直接從自然語言中借入，而少使用黏著構詞法。除此之外， 因特語本身亦有一套簡潔的詞語派生系統，在必要時候用來組合詞語。總體而言，因特語會盡量避免使用黏著構詞法， 因爲單詞的原始形式，例如 hospital一詞，往往最被多數人理解。
以下為世界語和因特語在構詞上異同的例子。
| 世界語      | 世界語     | 因特語         | 因特語       | 英語                       | 中文               |
| 首要形式    | 可選擇形式 | 首要形式       | 可選擇形式   | 英語                       | 中文               |
| ----------- | ---------- | -------------- | ------------ | -------------------------- | ------------------ |
| sana        | sana       | san            | san          | healthy                    | 健康的（形容詞）   |
| sano        | sano       | sanitate       | sanitate     | health                     | 健康（名詞）       |
| malsana     | morba      | malade         | malsan       | sick, unhealthy            | 生病的（形容詞）   |
| malsano     | morbo      | maladia, morbo | malsanitate  | malady, illness, disease   | 疾病               |
| malsanulejo | hospitalo  | hospital       | malsanitario | hospital                   | 醫院               |
| saniĝi      | reakiri    | recovrar       | sanar        | to become healthy, recover | 康復（不及物動詞） |
| sanigi      | kuraci     | curar          | sanar        | to make healthy, cure      | 治愈（及物動詞）   |
| malsaniĝi   | malsaniĝi  | cader malade   | malsanar     | to become sick, fall ill   | 生病（動詞）       |

對於使用英語或者其他羅曼語族語言的人士而言，因特語的構詞方式固然更易理解。但是，對於因特語參考語言之外的人士而言，因特語的單詞則沒有那麽容易明白，因此學習因特語，需要逐一學習和記憶各式詞語。而世界語則不同，通過詞根和詞綴的配合，學習者可以在有限詞根的基礎上，自行組合出大量單詞。兩種語言的不同構詞法，亦反映出其基本邏輯：世界語需要易學，而因特語需要易明。
同時，一些來自歐洲語言的單詞，其實亦被很多其他非歐洲語言所吸收，例如hospital（醫院）一詞，在印度尼西亞語，他加祿語，斯瓦西里語和巴斯克語中都存在。不過亦有不少語言不直接使用 hospital，例如芬蘭語，阿拉伯語，希伯來語，越南語和匈牙利語。
兩種語言都致力提升語言的準確性，亦即儘可能用各種方式精準表達各類意思。在世界語中，“醫院”一詞 malsanulejo，字面意思是 “相反-健康-人-場所-名詞”，亦即“病人所在的地方”。但是此詞同時亦可指任何有病人的地方。相比之下，因特語可能比較不中立，但是卻可以減少誤解。不過，現代世界語亦發展出了相應的策略，根據情景和對話者的不同，直接使用 hospitalo，kliniko，lazareto，preventorio或者sanatorio亦可行。
世界語和因特語在黏著構詞法上的差異很小。例如，世界語需要在詞根上加入詞綴（don 加入 -i 動詞標記變爲 doni，給予），而因特語則在單詞的陳述式基礎上加入其他成分 （dona 本身意為名詞給予，通過直接在詞末加入 -r 組成動詞給予）。

## 正字法
世界語的正字法深受拉丁化斯拉夫語族語言影響，并且有嚴格的一音一字對應。而因特語的正字法則同時接受來自羅曼、日耳曼、斯拉夫三大語族的影響，因此雖面廣，但是卻遠比世界語要不規則。帶來的後果是，雖然對於來自羅曼語族語言的人士，因特語的發音可能會更加親切，但是與此同時，對於非來自參考語言社群的人士而言， 因特語的發音依然是十分陌生。
例如，“聯絡（名詞）”一詞在世界語和因特語中分別為 kontakto 以及 contakto。 世界語嚴格遵從一字一音原則，但是因特語有時則依然使用參考語言的普遍正字法。正是此點，使得因特語對於有羅曼語族背景的人士而言相對好學，但是對於廣大沒有此被背景的人士則顯得難以上手。

### 變音符號
與因特語不采用任何超出英文字母表外的字母不同，世界語有6個字母帶有變音符號，并且其發音與其沒有符號的對應字母發音完全不一樣（ĉ, ĝ, ĥ, ĵ, ŝ, ŭ）。
世界語的變音符號在某些軟件系統很難打出。針對此情況，世界語有兩套轉寫方案負責轉寫這6個字母：H方案和X方案。例如Ĉ在H方案中可以寫成CH，在X方案則可以寫成CX。但是對於使用何套方案， 目前世界語社群尚無統一意見。H方案的贊成者認爲，該套方案由柴門霍夫本人制定，并且寫入世界語奠基之作《世界語基礎》，而且使用H方案視角上更加自然。而X方案則在近年逐漸流行， 其支持者認爲世界語已經有H這個字母，基於世界語一字一音的原則，使用H方案會帶來發音上的摸棱兩可， 而使用X方案則可完全避免。

## 表達力
因特語的支持者認爲，因特語不但保留西方語言的自然面貌，更加保留了每個單詞所擁有的豐富微妙的含義。因特語社群成員通常本身來自羅曼、日耳曼、斯拉夫語族，因此自然能夠體會語言本身的奧妙。
而世界語的支持者則稱， 通過豐富且幾乎沒有使用限制的詞匯，以及靈活的語序，世界語的表達力同樣可以到達因特語的水平，或不敗任何自然語言，并且還可以更加中立。對於世界是完全人工構建，并非經過歷史進化這點，世界者社群認爲經過100多年的傳播，世界語已經有資格被定義為活躍人類語言。

## 使用人數
雖然至今爲止沒有任何官方的統計資料，但通常認爲世界語有10萬到3百萬人使用。而因特語則為數百到一千五百之間。世界語是唯一有母語使用者的人造語言，人數大概為兩百到兩千。

## 例文—主禱文
| 世界語                                    | 因特語                                         | 因特語（使用拉丁語語序）                 | 拉丁語                                       | 傳統英語                          | 中文（官話《現代中文譯本》） |
| ----------------------------------------- | ---------------------------------------------- | ---------------------------------------- | -------------------------------------------- | --------------------------------- | ---------------------------- |
| Patro Nia, kiu estas en la ĉielo,         | Patre nostre, qui es in le celos,              | Patre nostre, qui es in celos,           | Pater noster, qui es in cælis,               | Our Father, who art in heaven,    | 我們在天上的父親             |
| via nomo estu sanktigita.                 | que tu nomine sia sanctificate;                | sanctifica nomine tue.                   | sanctificetur nomen tuum.                    | hallowed be thy name;             | 願人都尊崇你的聖名；         |
| Venu via regno,                           | que tu regno veni;                             | Veni regno tue.                          | Adveniat regnum tuum.                        | thy kingdom come,                 | 願你在世上掌權；             |
| plenumiĝu via volo,                       | que tu voluntate sia facite                    | Facite voluntate tue,                    | Fiat voluntas tua,                           | thy will be done                  | 願你的旨意行在地上           |
| kiel en la ĉielo, tiel ankaŭ sur la tero. | como in le celo, etiam super le terra.         | como in celo, e in terra.                | sicut in cælo, et in terra.                  | on earth, as it is in heaven.     | 如同行在天上                 |
| Nian panon ĉiutagan donu al ni hodiaŭ.    | Da nos hodie nostre pan quotidian,             | Da nos hodie pan nostre quotidian,       | Panem nostrum quotidianum da nobis hodie,    | Give us this day our daily bread; | 我們日用的飲食，今天賜給我們 |
| Kaj pardonu al ni niajn ŝuldojn,          | e pardona a nos nostre debitas                 | e pardona nos debitas nostre,            | et dimitte nobis debita nostra,              | and forgive us our debts          | 饒恕我們的罪                 |
| kiel ankaŭ ni pardonas al niaj ŝuldantoj. | como etiam nos los pardona a nostre debitores. | como etiam nos pardona debitores nostre. | sicut et nos dimittimus debitoribus nostris. | as we have forgiven our debtors.  | 如同我們饒恕得罪我們的人     |
| Kaj ne konduku nin en tenton,             | E non induce nos in tentation,                 | E non induce nos in tentation,           | Et ne nos inducas in tentationem,            | And lead us not into temptation,  | 不叫我們遇見試探             |
| sed liberigu nin de la malbono.           | sed libera nos del mal.                        | sed libera nos a mal.                    | sed libera nos a malo.                       | but deliver us from evil.         | 拯救我們脫離兇惡             |
| Amen.                                     | Amen.                                          | Amen.                                    | Amen.                                        | Amen.                             | 阿們                         |